# Ilyoplax spinimera
Ilyoplax spinimera is een krabbensoort uit de familie van de Dotillidae. De wetenschappelijke naam van de soort is voor het eerst geldig gepubliceerd in 1950 door Tweedie.